# 孟德崇
孟德崇，五代十国后蜀官员，高祖孟知祥的孙子，后主孟昶的侄子。
孟德崇官至宗正少卿，是燕王孟贻邺之子。自恃貴族，傲慢放誕。曾经到太廟行香，带着妓女前往。一天晚上，夢到一位老人責备他，拿来案上之筆，叱令他打開手，大書九十字而醒来。第二天，对賓客说到此事，自称「老人責备我，是可怜我。写了九十字。是賜我年壽至九十岁。」宾客封璉开玩笑说：「九十字，是行書的卒字。少卿这不是吉兆啊？」不过十天，孟德崇就去世了。